# Liten järvmossa
Liten järvmossa (Psilopilum cavifolium) är en bladmossart som beskrevs av Ingebrigt Severin Hagen 1916. Enligt Catalogue of Life ingår Liten järvmossa i släktet järvmossor och familjen Polytrichaceae, men enligt Dyntaxa är tillhörigheten istället släktet järvmossor och familjen Polytrichaceae. Enligt den finländska rödlistan är arten akut hotad i Finland. Enligt den svenska rödlistan är arten nära hotad i Sverige. Arten förekommer i Övre Norrland. Artens livsmiljö är sjö- och älvstränder. Inga underarter finns listade i Catalogue of Life.